# محمد محمدی ری‌شهری
محمد محمدی نیک (نام قبلی محمد درون‌پرور) معروف به محمد محمدی ری‌شهری (۷ آبان ۱۳۲۵ در ری، شاهنشاهی پهلوی ایران– ۱ فروردین ۱۴۰۱ در تهران ، ایران) روحانی شیعه، قاضی و سیاستمدار بود.
ری‌شهری در شهرری به دنیا آمد و پس از پایان تحصیلات ابتدائی وارد حوزه علمیه شهرری شد و سپس در مدرسهٔ حقانی در قم و حوزه علمیه نجف تحصیل کرد. پس از انقلاب ۱۳۵۷ در ایران، ری‌شهری ابتدا به عنوان حاکم شرع در دادگاه‌های انقلاب و سپس به عنوان قاضی دادگاه نظامی ارتش فعالیت کرد. در سال ۱۳۶۳ او نخستین وزیر اطلاعات جمهوری اسلامی ایران شد و تا سال ۱۳۶۸ در این سمت بود تا این که به‌عنوان دادستان کل کشور، دادستان دادگاه ویژه روحانیت منصوب شد. وی از ۲۷ اسفند ۱۳۷۵ تا ۲۴ اسفند ۱۳۹۰ عضو مجمع تشخیص مصلحت نظام بود. ری‌شهری از نامزدهای انتخابات ریاست جمهوری سال ۱۳۷۶ ایران بود که با کسب ۲٫۵۵٪ از آرا در جایگاه آخر در میان چهار نامزد قرار گرفت. ری‌شهری از ۶ اردیبهشت ۱۳۷۰ تا ۲۰ دی ۱۳۸۸ سرپرستی حجاج ایرانی را بر عهده داشت. وی در زمان مرگ، نماینده استان تهران در مجلس خبرگان رهبری، متولی حرم شاه عبدالعظیم و رئیس مؤسسه علمی فرهنگی دارالحدیث و دانشگاه قرآن و حدیث بود.

## تحصیلات
محمد درون‌پرور در ۱۳۲۵ در شهرری به دنیا آمد. پس از پایان تحصیلات ابتدائی وارد حوزه علمیه شهرری شد و در سال ۱۳۴۰ برای ادامه تحصیل به قم رفت. در قم در مدرسهٔ حقانی در کلاس‌های درس علی مشکینی (که بعدها با دختر وی ازدواج کرد)، محمد فاضل لنکرانی، سید محمدباقر طباطبائی، محمدعلی اراکی، حسین وحید خراسانی، جواد تبریزی، سید محمدرضا گلپایگانی و مرتضی حائری یزدی ادامه تحصیل داد.

## ازدواج
ری‌شهری در سن ۲۰ سالگی زمانی که در نجف بود با وساطت مرتضی تهرانی از دختر دوم علی مشکینی که ۹ سال داشت خواستگاری کرد. مشکینی بعد از خوب آمدن استخاره، این اجازه را به او داد. مادر و عمه ری‌شهری راهی قم شدند تا دختر علی مشکینی را ببینند. سپس خانواده برای ری‌شهری می‌نویسند که «خوب است، ولی بچّه است». او نیز پاسخ می‌دهد که «صبر می‌کنم تا بزرگ شود». تصمیم بر این شد که به‌طور خصوصی صیغه عقد اجرا شود، اما جشن ازدواج تا آمادگی یافتن وی به تأخیر افتد. با این حال او پس از مدت کمی از مشکینی می‌خواهد که زندگی مشترک با همسرش را آغاز کند و در نهایت این زندگی در حالی آغاز می‌شود که همسرش کمتر از ۱۱ سال سن داشته است. ری‌شهری در این‌باره گفته است: «البتّه قرار ما این بود که بگذارم همسرم بزرگ‌تر بشود، ولی من احساس کردم که باید زودتر ازدواج کنم و بالاخره با اصرار زیاد من، موافقت کردند».

## فعالیت‌های پیش از انقلاب
محمد ری‌شهری طی جریانات ۱۵ خرداد ۱۳۴۲ با اهداف و دیدگاه‌های روح‌الله خمینی آشنا شد. در تیر ماه ۱۳۴۴ توسط ساواک مشهد دستگیر و به زندان محکوم شد. سپس در سال ۱۳۴۵ ضمن تمرّد از شرکت در جلسه دادگاه تجدیدنظر ساواک به شهر نجف رفت. وی در سال ۱۳۴۶ پس از ۱۳ ماه به ایران بازگشت و در حوزه علمیه مشهد به تحصیل پرداخت. در همین مدت دوباره تحت تعقیب ساواک قرار گرفت و در دادگاه تجدیدنظر بار دیگر به زندان محکوم شد.

## فعالیت‌های پس از انقلاب

### قضاوت در دادگاه انقلاب
ری‌شهری در اواسط سال ۱۳۵۸ به ریاست دادگاه انقلاب ارتش منصوب شد و مهم‌ترین مسایلی که در طول تصدی او مورد بررسی قرار گرفت عبارت‌اند از:
- رسیدگی به اتهامات متهمین حزب خلق مسلمان در پایگاه‌های هوایی
- محاکمه متهمین به شرکت در کودتای نوژه
- رسیدگی به ماجرا و اعدام صادق قطب‌زاده
- رسیدگی به اتهامات سران نظامی حزب توده
- سید مهدی هاشمی برادر داماد حسینعلی منتظری[۷]

### احکام اعدام صادره
پس از اعدام‌های آغازین انقلاب به قضاوت صادق خلخالی، ری‌شهری مسئولیت محاکمه افراد سرشناس را به عهده داشت که برخی از احکام‌های اعدام که به دست او انجام شده عبارتند از:
- صادق قطب‌زاده
- ناصر سبحانی
- فرماندهان ارتش جمهوری اسلامی ایران در جنگ ایران و عراق، به اتهام عضویت در حزب توده ایران: بهرام افضلی، حسن آذرفر، هوشنگ عطاریان و بیژن کبیری
- ۱۲۱ نفر (از جمله آیت محققی) از افسران و درجه‌داران ارتش در ماجرای کودتای نوژه
- ۱۰ نفر از افسران و درجه‌داران ارتش در ماجرای حزب خلق مسلمان
- اعدام دسته‌جمعی زندانیان عقیدتی-سیاسی ایران در تابستان ۱۳۶۷ که بر پایهٔ گفته سید حسین موسوی تبریزی در آبان ۱۳۹۸ با نامه‌نگاری محمد محمدی ری‌شهری به روح‌الله خمینی آغاز شده بود.[۷]

### مناصب

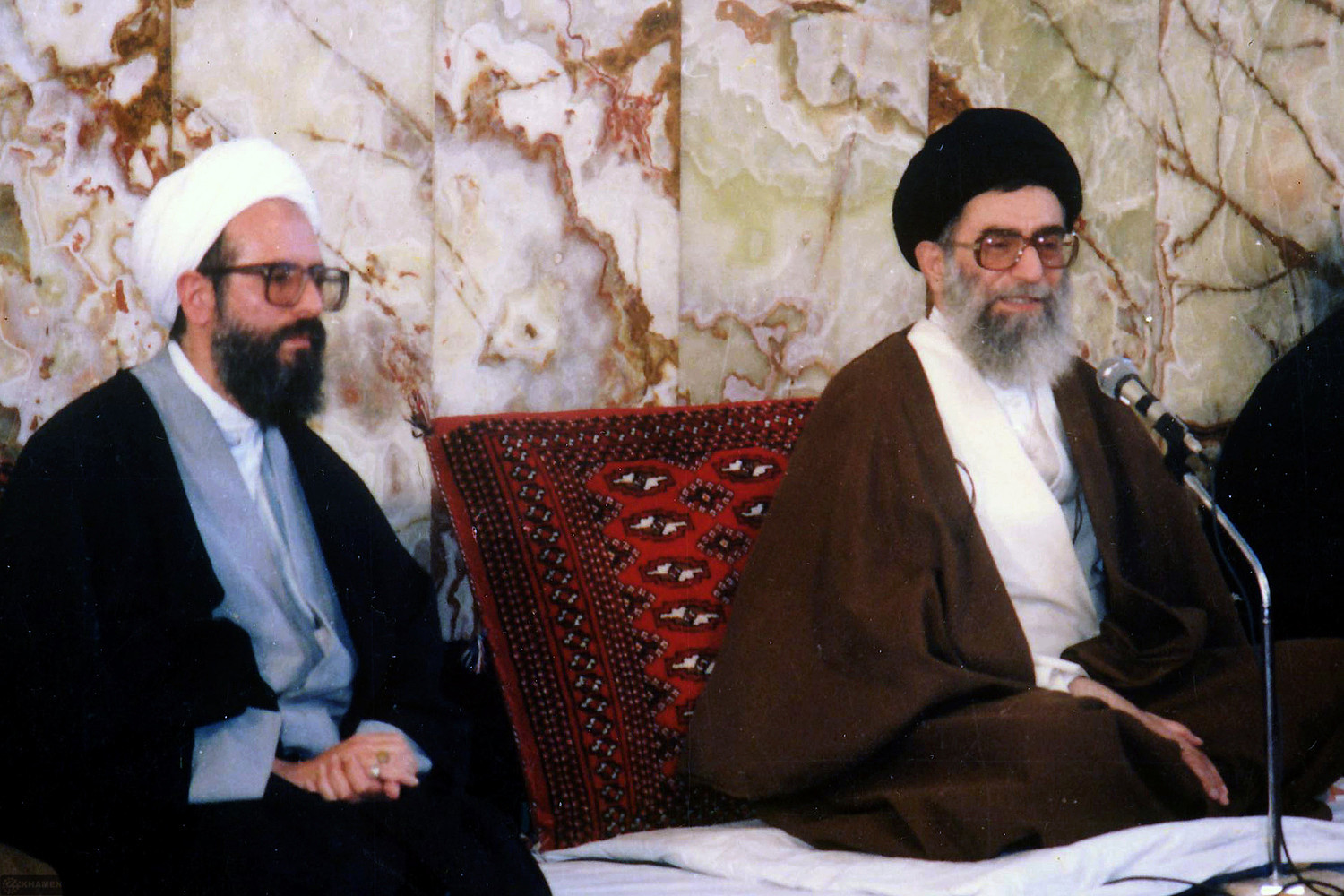
در مقام تولیت حرم شاه عبدالعظیم با سید علی خامنه‌ای در همان حرم، آبان ۱۳۷۳

حاکم شرع دادگاه‌های انقلاب اسلامی، ریاست دادگاه انقلاب ارتش، وزیر اطلاعات، دادستان کل کشور، دادستان ویژه روحانیت، تولیت حرم شاه عبدالعظیم، نمایندگی مردم تهران در مجلس خبرگان رهبری، نمایندگی ولی فقیه و سرپرست سازمان حج و زیارت و دبیرکلّی جمعیت دفاع از ارزش‌های انقلاب اسلامی را در سوابق خود داشت و تا زمان مرگ، رئیس مؤسسه فرهنگی دارالحدیث بود. آخرین سمت رسمی وی سرپرستی حجاج ایرانی بود که در دی ۱۳۸۸ از آن استعفا کرد. وی با حکم علی خامنه‌ای عهده‌دار این مقام شده بود و پیش از وی مهدی کروبی و محمد موسوی خوئینی‌ها با حکم روح‌الله خمینی عهده‌دار این سمت بودند و پس از وی نیز علی قاضی عسگر عهده‌دار این منصب شد. ری‌شهری از دوره چهارم تا ششم مجمع تشخیص مصلحت نظام عضو این مجمع بود.

### انتخابات هفتمین دورهٔ ریاست جمهوری(۱۳۷۶)
او در انتخابات هفتمین دورهٔ ریاست جمهوری ایران در ۲ خرداد ۱۳۷۶ کاندیدای ریاست جمهوری شد و پس از احراز صلاحیت توسط شورای نگهبان، با سید محمد خاتمی، علی‌اکبر ناطق نوری و سید رضا زواره‌ای به رقابت پرداخت، انتخاباتی که به پیروزی غیرمنتظرهٔ سید محمد خاتمی انجامید. ری‌شهری در این انتخابات با کسب ۲٫۵۵٪ آرا در مکان چهارم ایستاد. نفرات دوم و سوم این انتخابات به ترتیب علی‌اکبر ناطق نوری و سید رضا زواره‌ای بودند.

### نمایندهٔ پنجمین دورهٔ مجلس خبرگان رهبری (۱۳۹۴)

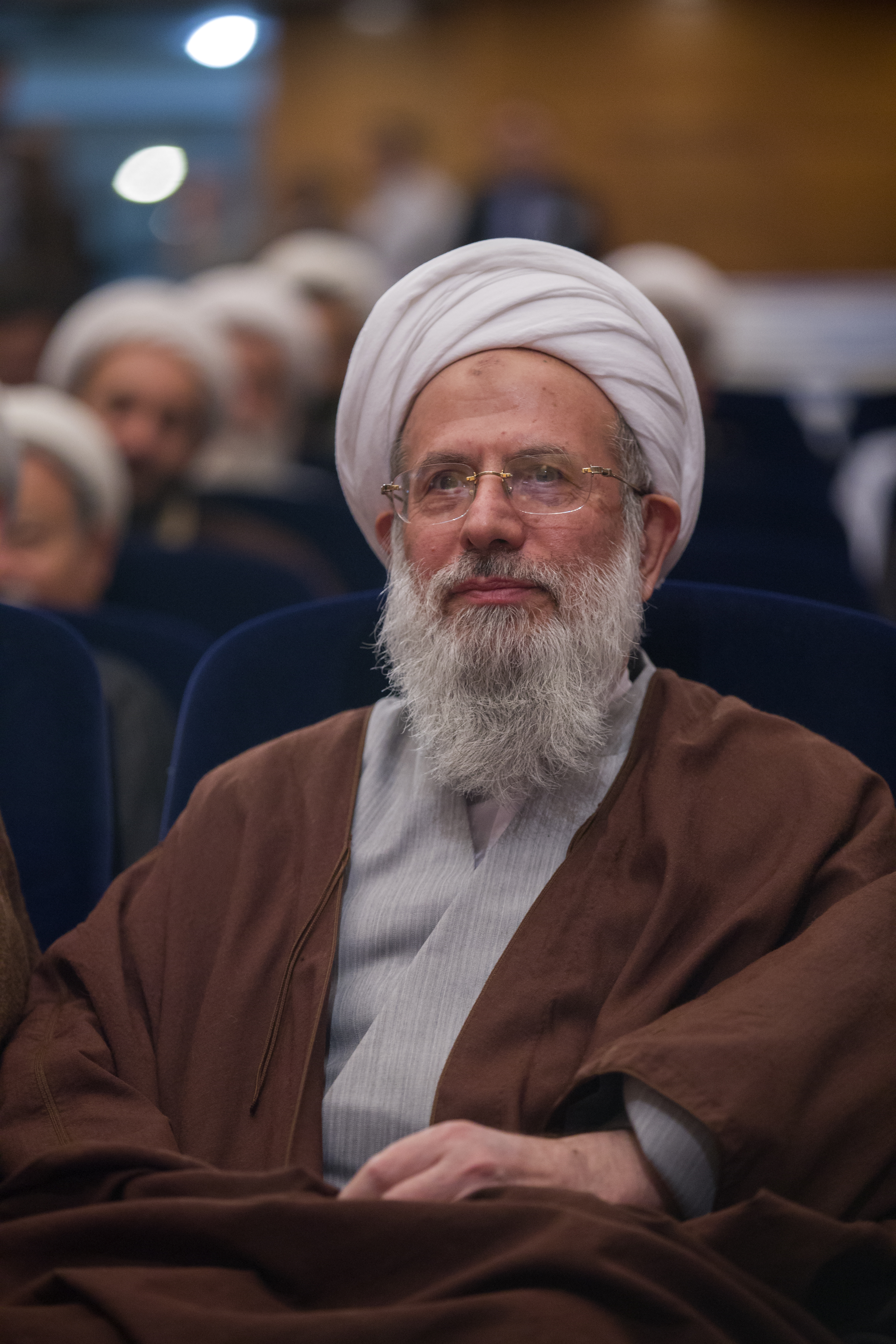
در مراسم بیستمین سالگرد تأسیس مؤسسه دارالحدیث، اسفند ۱۳۹۴

وی در انتخابات پنجمین دورهٔ مجلس خبرگان در لیست اعتدالگرایان به نام «خبرگان مردم» که مورد حمایت اکبر هاشمی رفسنجانی اعلام شد جای گرفت و توانست با کسب ۱٬۹۷۶٬۵۶۷ رأی (۴۳٫۹۱٪ کل آرا) به عنوان نفر هفتم از استان تهران وارد پنجمین دورهٔ مجلس خبرگان رهبری شود. قرار گرفتن نام او در لیست انتخاباتی مورد حمایت اصلاح طلبان این انتخابات، جنجال‌های زیادی به پا کرد.

## مرگ
مرگ محمدی ری‌شهری در نیمه‌شب ۱ فروردین ۱۴۰۱، به علت بیماری زمینه‌ای پس از بستری در بیمارستان خاتم‌الانبیای تهران رقم خورد. جسد وی ۴ فروردین در جوار مدفن عبدالعظیم حسنی مدفون گردید. علی خامنه ای و مقامات و مسئولان نظام جمهوری اسلامی با پیام‌هایی به مرگ وی واکنش نشان دادند.

## کتاب‌ها
1. دانشنامه امام حسین[۲۳]
2. دانشنامه امام مهدی
3. دانشنامه امیرالمؤمنین
4. سنجه انصاف، بررسی برهه‌ای حساس از تاریخ رهبری نظام جمهوری اسلامی ایران[۲۴]
5. میزان الحکمة (عربی) ترجمه شده در چهارده جلد
6. مبانی شناخت
7. مبانی خداشناسی
8. شناخت خدا از طریق آیات
9. عدل در جهان بینی توحید
10. فلسفه وحی و نبوت
11. رهبری در اسلام
12. خاطرات سیاسی (۱۳۶۶–۱۳۶۵)
13. خاطره‌ها، تدوین و چاپ در مرکز اسناد انقلاب اسلامی
14. جشن تکلیف، ویژه دختران
15. جشن تکلیف، ویژه پسران
16. جشن تکلیف ویژه مسئولان امور تربیتی و جوانان
17. بحثهایی دربارهٔ خدا
18. آگاهی و مسئولیت
19. شهادت در نهج البلاغه
20. فلسفه امامت و رهبری
21. رمز تداوم انقلاب در نهج البلاغه
22. تداوم انقلاب اسلامی ایران، تا انقلاب جهانی مهدی (عج)
23. مقدمه‌ای بر سیستم قضاء اسلامی
24. رمز موفقیت در زندگی.[۱۳]
25. تندیس اخلاص - زندگینامهٔ مرحوم شیخ رجبعلی خیاط (نکوگویان)
26. کیمیای محبت - یادنامهٔ مرحوم شیخ رجبعلی خیاط (نکوگویان)
27. تحکیم خانواده
28. شناخت پیامبران و پیام[۲۵]
29. تبلیغ در قرآن و حدیث
30. زمزم عارفان (یادنامه آیت الله العظمی بهجت)
31. مناظره در رابطه با مسائل ایدئولوژیک[۲۶]
32. خاطره‌های آموزنده.